# 時富投資
時富投資集團有限公司（港交所：1049）（簡稱時富投資或時富集團），是一間香港綜合企業公司，主要業務為透過子公司提供金融服務、零售管理及金融科技等服務。

## 子公司[1]
- 時富金融（港交所：510）
- 時惠環球（實惠家居營運者）
- 時富量化金融

## 外部連結
- 時富投資集團 （页面存档备份，存于）
- 時富投資集團架構 （页面存档备份，存于）